# 統合打撃戦闘機計画

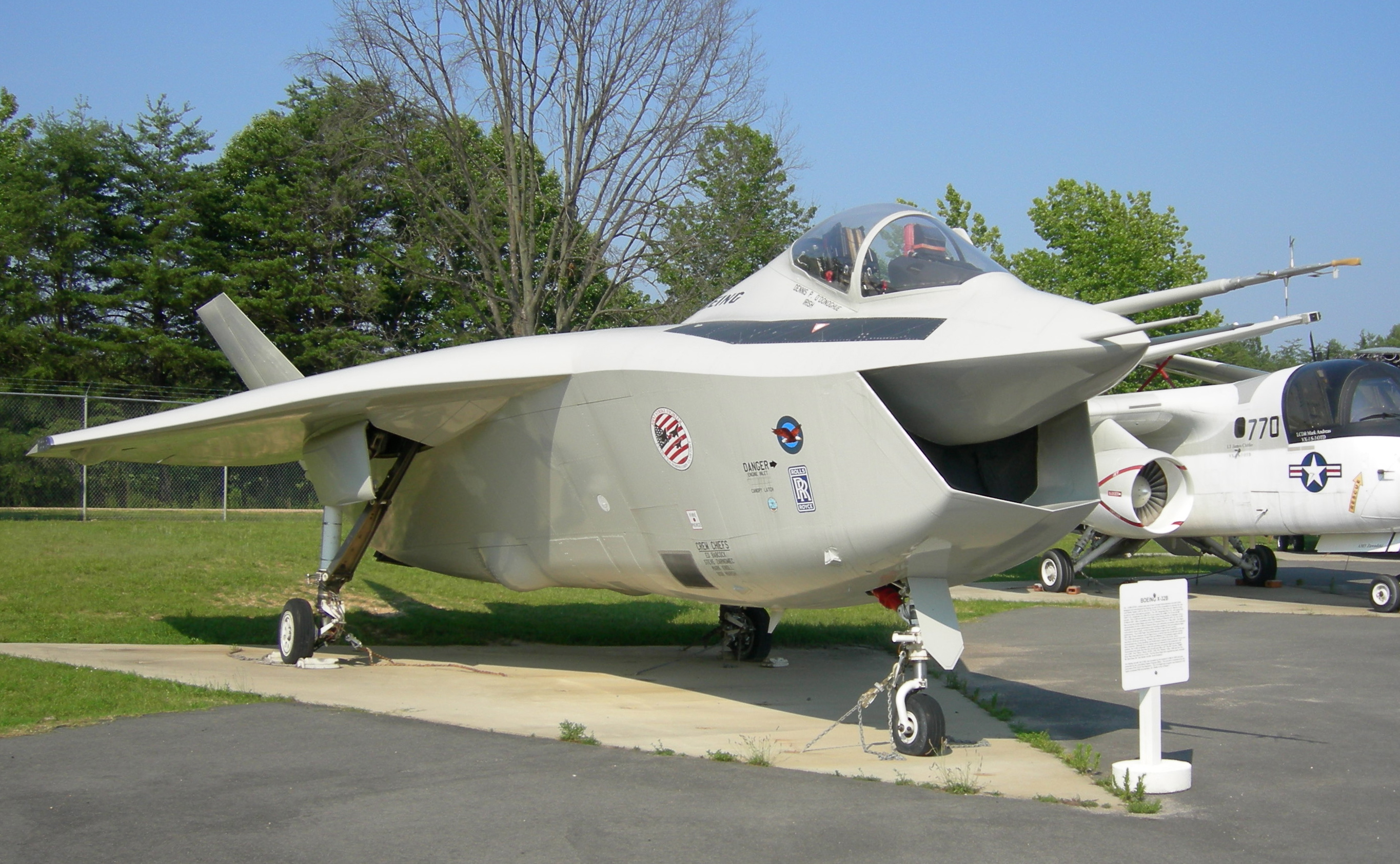
メリーランド州パタクセント・リバー海軍航空基地付属航空博物館に展示されているX-32B

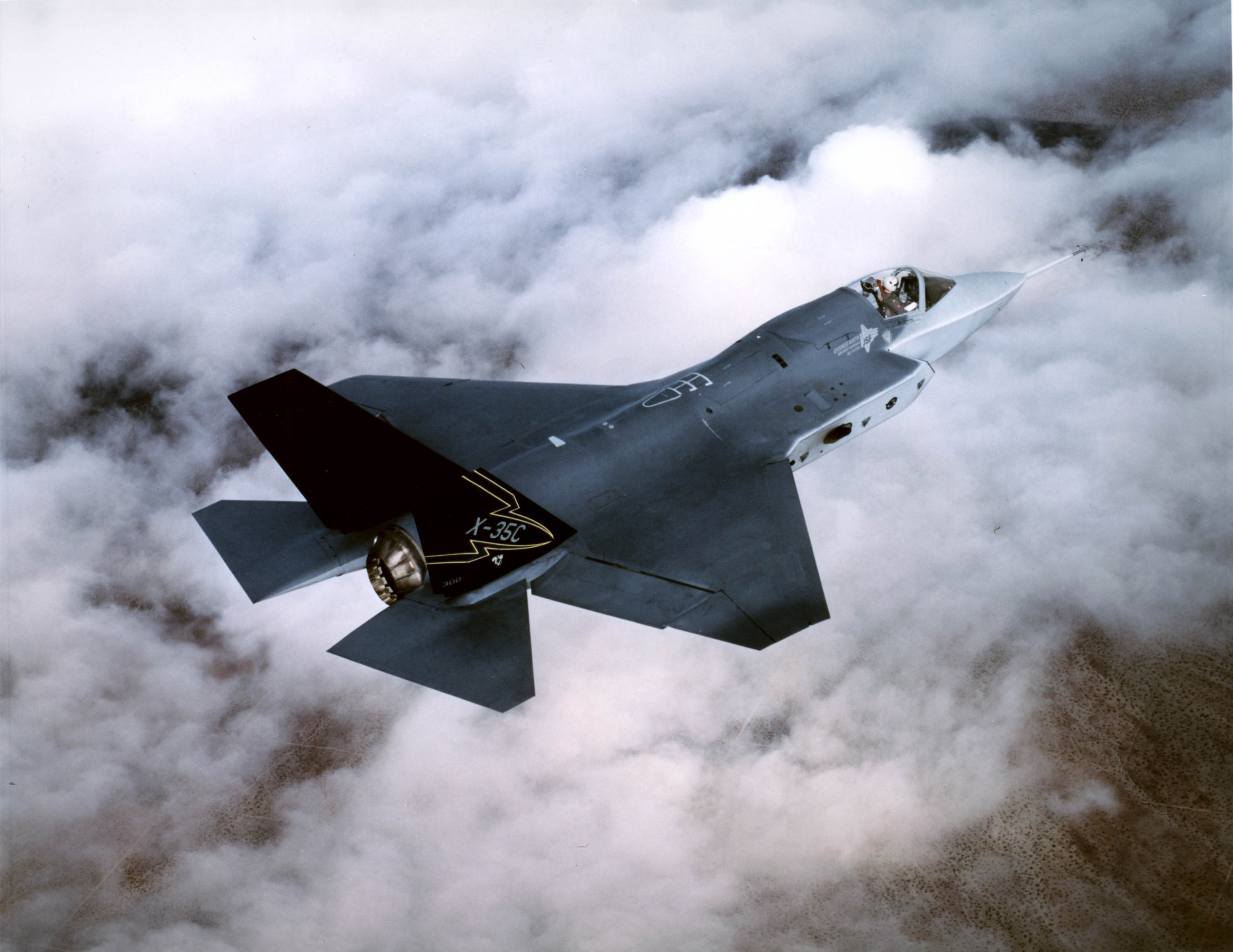
試験飛行中のX-35C

統合打撃戦闘機計画（とうごうだげきせんとうきけいかく、英: Joint Strike Fighter Program）は、アメリカ合衆国、イギリス、カナダ、及びそれらの同盟国の広範囲に及ぶ既存の戦闘機・戦闘攻撃機・対地攻撃機を置き換える開発・取得計画である。

## 概要
アメリカのF-16、A-10、F/A-18、AV-8B、およびイギリスのシーハリアー、カナダのCF-18などを含む多種類な戦術航空機を代替する新型機の開発計画である。ほぼ同一の機体構造を用い、基本型でもある通常離着陸機（CTOL）、空母艦上機（CATOBAR）、短距離離陸・垂直着陸機（STOVL）という3つの派生型を製造する計画で、ボーイングX-32とロッキード・マーティンX-35との開発競争の結果、最終的な設計にはX-35に基づくものが選ばれた。これが現在のF-35である。
開発は、アメリカ、イギリス、イタリア、オランダ、トルコ、オーストラリア、ノルウェー、デンマークにより共同出資予定である。2009年4月6日にロバート・ゲーツ国防長官は、アメリカは合計2,443機のJSFを購入する予定であることを公告した。また、F-16採用国での導入も見込まれており、最終的な生産数は5,000機を上回るとされている。
一方で、開発費の高騰・開発の遅れが問題となっている。

## 経緯
1990年代、アメリカ合衆国では各種の戦術機を運用していた空軍・海兵隊において、運用する航空機がゆくゆくは更新時期を迎える予定である事から、それらの後継機となる機体を開発する必要が生じ始めた。また海軍においてはA-6艦上攻撃機の後継のA-12の開発やNATF（YF-22ベースの新型艦上戦闘機）の開発がキャンセルされた事からその代替プランを求めていた。
この様にアメリカ各軍では多数の新型機を必要としたのだが、冷戦終結以降のアメリカ合衆国議会では国防予算の削減圧力が強まり、軒並み国防予算が削減されていた。また冷戦後の戦闘機の運用スタイルは、高性能な機体を長期に亘り運用するスタイルとなっていたが、「長期に亘り運用可能な」、高性能化およびハイテク化した戦闘機を開発するには極めて高いコストが必要となる。その為にアメリカ国防総省では、今後大量に必要となる新型機の開発にあたり国防予算の削減と極めて多額となる開発費の両方に対応を迫られる事となった。
そこで、開発費を抑えるために、各軍の新型機の開発を一本化し、各軍の要求を満たせる共通の機体を開発する事となった。そして1993年、
- 空軍のF-16C/D、A-10Aの後継機
- 海兵隊のAV-8Bの後継機
- 海軍のF-14B/D、F/A-18A〜Dの後継機、NATFに代わる機体

の共通開発を目指す計画が開始された。この計画がJAST（統合先進攻撃技術）計画である。その後、このJAST計画にCALF（共通アフォーダブル軽量戦闘機）計画や海兵隊のAV-8B後継機開発に関する研究、ASTOVL（発展短距離離陸垂直着陸）研究計画が集約された。そしてその後、JAST計画を修正、発展させ、元に一つの機体フレームから通常離着陸（CTOL）型、短距離離陸垂直着陸（STOVL）型、艦載（CV）型の3タイプを製造出来る単座、単発機の開発計画が開始された。これが“統合打撃戦闘機”（Joint Strike Fighter、以下 JSF）計画である。
JSF計画にはその後、アメリカ海兵隊と同じくハリアーの後継を求めていたイギリスの海空各軍も加わった。この時点における各軍の装備予定は、
- アメリカ空軍：CTOL型を1,763機。F-16C/D、A-10Aの後継機、及びF-22Aを補佐する為の機体
- アメリカ海兵隊：STOVL型を480〜609機。AV-8B、F/A-18A〜Dの後継機
- アメリカ海軍：CV型を300〜480機。F/A-18A〜Dの後継機、及びA-12に代わり採用したF/A-18E/Fを補佐する為の機体
- イギリス空軍：STOVL型を90機。ハリアー GR.5/7の後継機
- イギリス海軍：STOVL型を60機。シーハリアー FRS.1/FA.2の後継機

である。その他、いくつかの国がJSF計画に参加を表明した。JSFには主にNATO諸国に輸出した初期型のF-16などの各種戦闘機の代替用や、友好国向けの軍事援助用としての役割も織り込まれ、参加各国の開発費の出資の割合に応じて影響力を与えるという方法で国際共同開発として友好国に参加を呼びかけることで更なる負担軽減を図ることとされた。

### 計画の成立
JSF計画は共同購入軽量戦闘機（CALF: Common Affordable Lightweight Fighter）計画と統合先進打撃技術（JAST: Joint Advanced Strike Technology）計画の合併により誕生した。
合併した計画は生産技術開発（EMD: Engineering Manufacturing and Development）段階まではJASTの名前で続けられ、その間に計画は統合打撃戦闘機となった。
CALFはアメリカ海兵隊の短距離・垂直離着陸打撃戦闘機(SSF)とF-16の後継機を開発する先進研究計画局(ARPA)の計画であった。
アメリカ空軍は1980年代後半に、本質的に大型化F-16に過ぎないF-16 Agile Falconを中止して、他の設計への熟考を続けた。Paul Bevilaquaは空軍を説得して、彼のチームの設計構想に垂直離着陸機構が取り除かれたF-22の補完機と成り得る潜在能力を持たせた。その結果、海兵隊と空軍は、またの名を先進短距離垂直離着陸機（ASTOVL）として知られる共同購入軽量戦闘機の共同開発に合意した。それ故に、F-35BがF-35Aを創始したと言える。
1993年に、統合先進打撃技術（JAST）計画が創始された。これが履行するのは、国防総省の「合衆国海軍の共通打撃戦闘機計画に関する審査」である。この審査は国防総省を、F-22とF/A-18E/F計画の継続、MRFおよびA/F-X計画の中止、F-16とF/A-18C/Dの調達数の削減へと導いた。
JAST計画部は、アメリカとイギリスの多種多様な航空機を単一系統の航空機へと置換することを目標として、航空機・兵器・センサー技術を開発するために、1994年1月27日に設立された。これらの成果の大部分はF-16を置換するために。1995年10月にイギリスは、公式共同出資者になるための契約書に署名し、2億ドルの支払いに同意した。または設計構想実演段階の10%。
1997年に、カナダ国防省は1,000万ドルの投資と設計構想実演段階に契約した。この投資はカナダに、ボーイングとロッキード・マーティンが試作機を開発競争する広範囲に亘る厳密な競争工程に参加することを許可した。

### 参加レベル

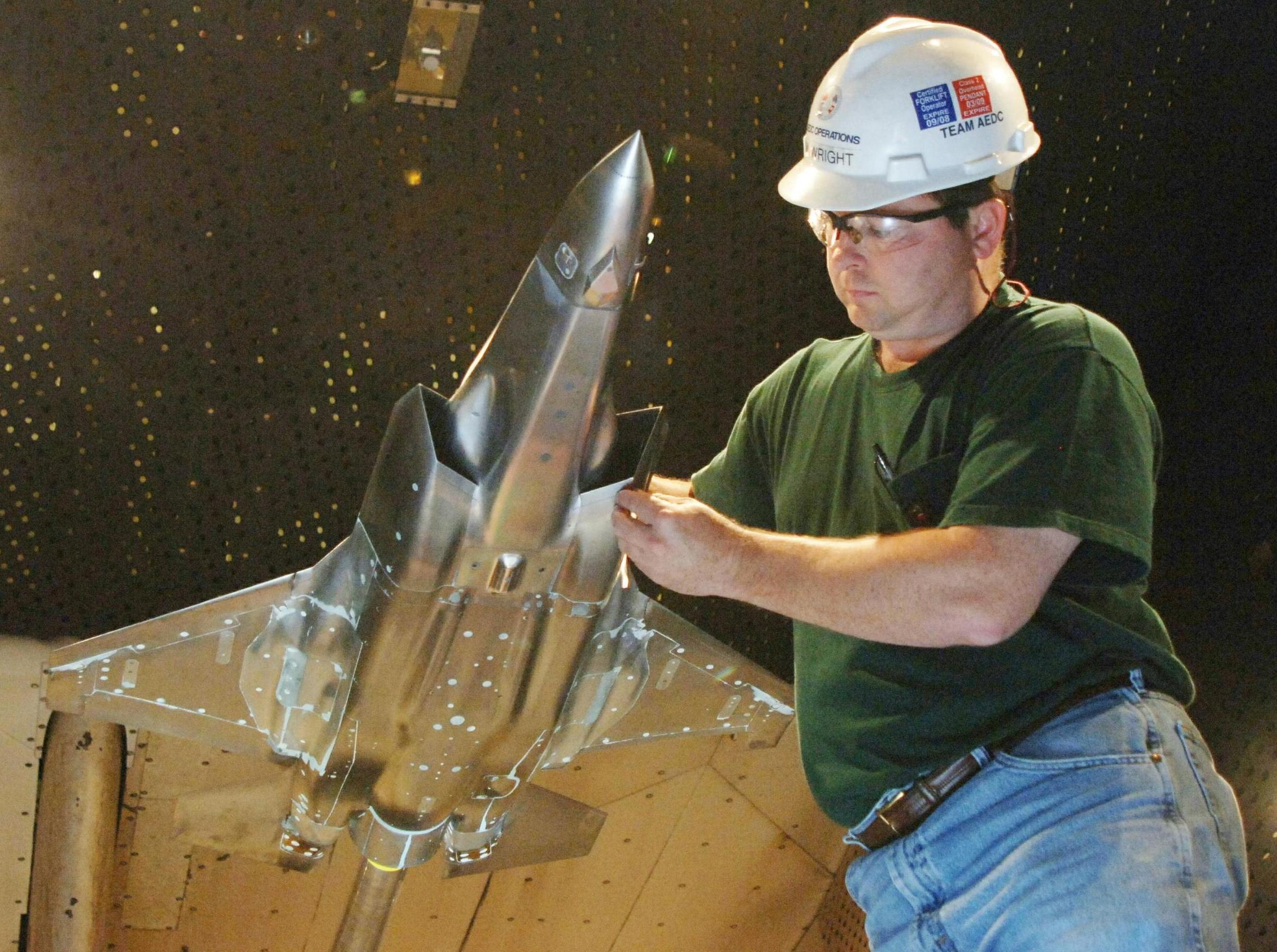
F-35の風洞実験模型

この計画への参加国は出資額により数段階の参加レベルに分けられる。アメリカの重要な同盟国であり計画にも初期から参加しているイギリスは強い発言力をもっているとされるが、ソースコードへのアクセスを断られるなど意見が反映されていないとの見方もある。
- Level-I（出資割合10%程度）：要求性能に対し決定的な発言権を持つ - イギリス
- Level-II（出資割合5%程度）：要求性能に対し限定的な発言権を持つ - イタリア、オランダ
- Level-III（出資割合1-2%程度）：開発資料に対するアクセス権を持つ - オーストラリア、カナダ、デンマーク、トルコ、ノルウェー
- Security Cooperation Participation（安全保障協力参加、$5,000万程度）：対外有償軍事援助（Foreign Military Sales）の優先顧客 - イスラエル、シンガポール[10]

※ただし、イギリス以外はシステム開発実証（SDD）以降に参加

### 要求能力
各国の海軍・空軍から出された要求全てを、単一のフレームからの派生のみで満たす、という条件のもとで機体が開発された。
- 性能に比して低コスト
- 航空母艦への艦載能力・短距離離陸垂直着陸能力を持たせることが可能なこと
- 超音速能力
  - ただしアフターバーナー無しでのスーパークルーズは必須とされず、実機も音速突破にアフターバーナーを必要とする。
- ステルス性
- 大きな兵器搭載能力
- 長い航続力

## 開発競争
1996年10月16日に、ロッキード・マーティンとボーイングそれぞれに、試作機を開発する二つの請負契約が授与された。互いの会社は通常離着陸（CTOL）、空母離着陸（CV）、短距離垂直離着陸（STOVL）を実演する二つの航空機を製作することとなった。マクドネル・ダグラスの入札は、その設計の複雑性により、この段階で棄却された。
ロッキード・マーティンとボーイングにはそれぞれに、構想実演機の開発と優先兵装系統構想（PWSC）の明確化のための7億5,000万ドルが与えられた。この資金提供制限の目的は、一方または両方の契約者が、このような重要な契約に勝とうとする努力により、彼ら自身を倒産させるのを予防するためである。
構想明確化の間に、ロッキード・マーティンの航空機X-35A（後にX-35Bに改修される）と、長い主翼を有するX-35Cが飛行試験を行っていた。

### 概念実証機

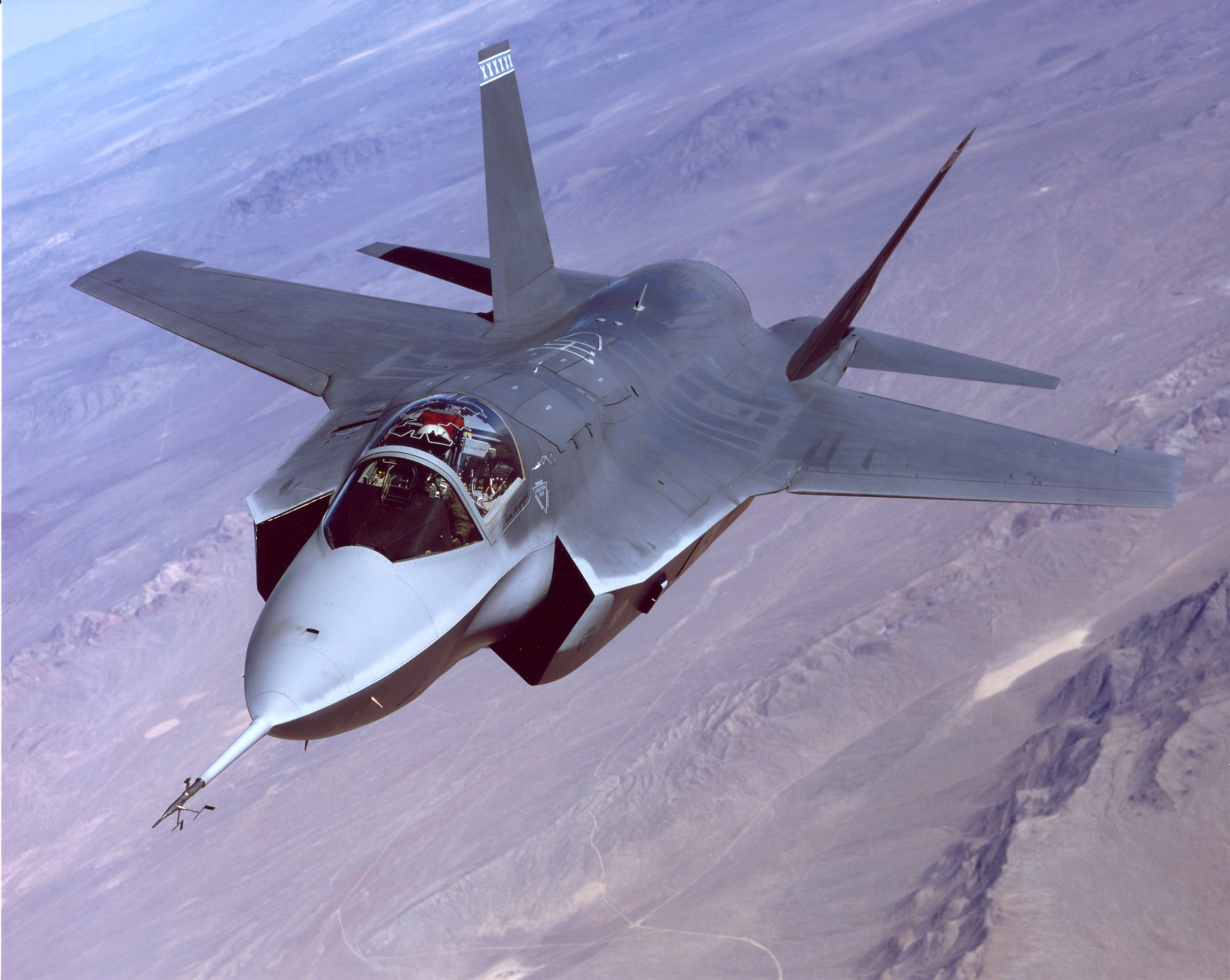
試験飛行中のX-35B

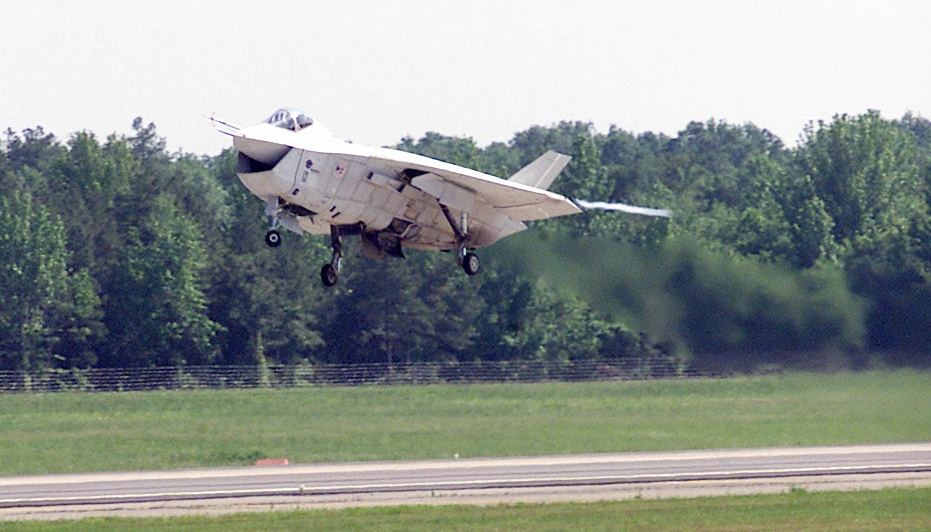
離陸するX-32B

ロッキード・マーティン、ボーイング、マクドネル・ダグラス（後にボーイングと合併）の3社が参加の意思を示したが、このうちロッキードとボーイングが概念実証機の開発を許可され、それぞれが概念実証機を製作することとされた。この際にそれぞれの機体の名称はロッキード製がX-35、ボーイング製がX-32となった。概念実証機は2機で、空軍向けのCTOL（通常離着陸）型、海兵隊向けのSTOVL（短距離離陸垂直着陸）型、海軍向けの空母艦載機型の3タイプについて飛行実証を行うこととされた。
搭載エンジンについては、F-22のエンジン、プラット・アンド・ホイットニー社のF119から派生したF135が予定されており、そのバックアップにGE・アビエーション・ロールス・ロイス共同開発の F136も代替エンジンとして検討されている。F136は予算面からアメリカ政府により開発中止が検討されたが、R&R社のあるイギリスの反発により開発は継続された。
垂直着陸を行う機構については、X-32とX-35はそれぞれ違った方式を採用した。
X-35では、エンジンノズルを下方へ偏向するスラスト・ベクトル・ノズル（Thrust vectoring nozzle）に加え、エンジンの回転を動力伝達シャフトを介して利用し、コクピット後方に装備した垂直推力専用のファン（リフトファン、Lift fan）を回転させることで下方に向かって空気を噴出する方式を採用した。

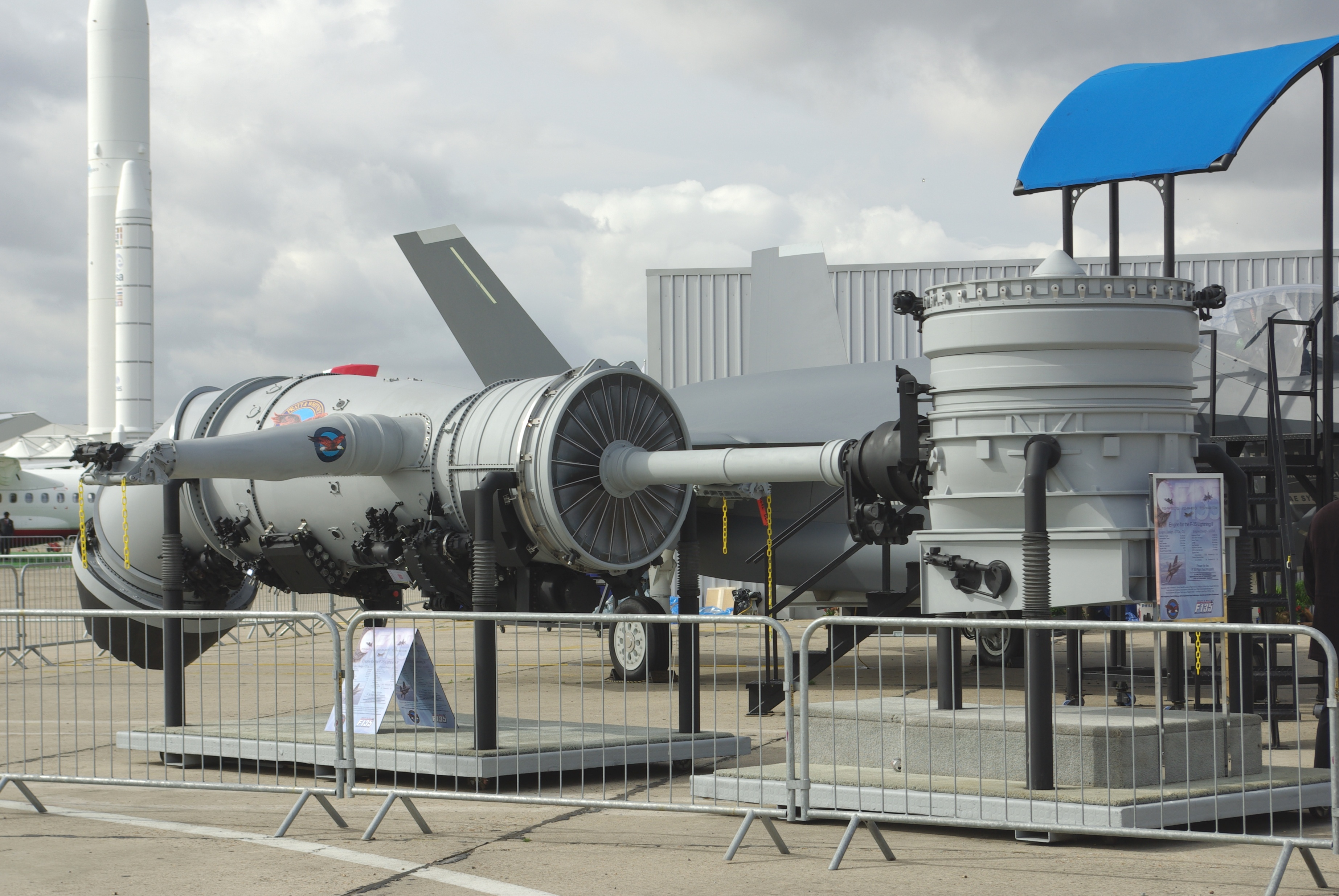
F-35Bのエンジンと垂直推力発生系

一方のX-32は、前部圧縮機からの高圧空気噴射とジェットエンジンの高温排気をスラスト・ベクトル・ノズルで下方へ噴射するという、ハリアーに似た直接排気方式だった。この直接排気方式では、排気の熱で滑走路を傷める恐れがあり、さらには排気が混ざって高温・酸素不足となった空気をジェットエンジンが吸い込むと、出力が低下する問題があった。この問題は実証試験中に露呈し、垂直着陸中にエンジンが停止する事故もあった。
また、X-32は信用性低下と、エンジン過熱の原因となるメインエンジン後部を循環する排気による熱気流の問題を抱えていた。
STOVLタイプにおいて、X-35はリフトファンを装備するのにあたり燃料タンクスペースをつぶしてリフトファンを装着する方式であるのに対して、X-32のSTOVLタイプではウェポンベイ（兵器搭載スペース）をつぶしてSTOVL用の装備をする方式となっていた。

### X-35の採用
2001年10月26日に、システム開発実証（SSD）請負契約がロッキード・マーティンに与えられ 、X-35はX-32に勝利した。また、概念実証機の名称のX-35から、F-35という制式名称が与えられることとなった。
採用に際しての詳細は公表されていない。だが、X-35の性能を表す例として、統合打撃戦闘機の最終飛行試験がある。STOVL機X-35Bは僅か150mで離陸した後超音速に到達し、垂直に着陸した。しかし、ボーイングX-32はこれを達成できなかった 。
その他、軍事雑誌等では前述したような、X-32の採用した直接排気方式のリスクについての予測がされている。

## 計画の問題点

### 実質的な費用超過
2010年2月にロバート・ゲーツ国防長官は、JSF開発計画の遅延およびその他の問題によりDavid R. Heinz少将を計画の統率から免職したこと、また6億1,400万ドルの特別賞与がロッキード・マーティンに与えられていないことを公告した。
2010年2月16日、国防総省補佐官Bill Lynnは計画が一年遅延するであろうと公告した。幾つかの推計によれば、開発期限超過は計画合計経費を3,880億ドルまで増加させる恐れがあり、これは当初の予想経費から50%の増加である。計画の財政的・技術的困難の多くは、垂直離着陸能力がある海兵隊版JSFに起因する。重要なのは、このような期限超過は航空宇宙巨大計画として知られているものとしては決して唯一無二ではない、ということである。
2010年3月11日、アメリカ合衆国上院軍事委員会は国防総省高官との会合でJSF計画進捗状況を監査して、ナン・マッカーディー制度の危険性のため経費を強調した。政府説明責任局によると、F-35の単価は2002年の5,000万ドルから、2007年の6,900万ドルを経由して、2010年には7,400万ドルへ上昇している。

### スパイ活動疑惑
2009年4月にウォールストリート・ジャーナルは、中国人らしき電脳工作員がデータベースに侵入して、戦闘機の実兵有効性を損なう恐れのある数テラバイトの機密情報を盗み出した、と報道した。